# Kyō no Kerberos
Kyō no Kerberos (今日のケルベロス?) è un manga di Ato Sakurai, pubblicato da Square Enix sulla rivista Monthly Shōnen Gangan da gennaio 2014 fino a maggio 2018, per poi essere raccolto in 12 volumi tankōbon.

## Trama
Chiaki Mikado è un ragazzo quindicenne che, da bambino, è stato morso da una creatura mitologica conosciuta come Cerbero. Il contatto violento con la creatura gli provoca la perdita di una parte della sua anima. 
Otto anni dopo, Chiaki ritrova un po' di gioia, ma la sua vita cambia nuovamente con l'inaspettato ritorno di Cerbero. Il ragazzo scopre che la creatura è composta da tre personalità molto diverse tra loro: Kuro, che vuole renderlo felice, Shirogane, che mostra un lato tsundere e Roze, che si mostra tranquilla e apparentemente innamorata di lui. Nello sviluppo della storia Chiaki approfondisce la loro conoscenza.

## Personaggi

### Umani
Chiaki Mikado
È il protagonista della storia: è uno studente di liceo privo di qualsiasi forma di divertimento nella vita, considerato strano dai suoi compagni di classe. All'età di otto anni salva un cane a tre teste dalle angherie di alcuni bambini. Perde però un frammento della sua anima quando la testa centrale della creatura, spaventata, lo morde. Crescendo, finisce per incontrare nuovamente Cerbero vivendo così una serie di disavventure con il cane a tre teste, che assume infine natura umana sotto forma di tre ragazze. Nel capitolo finale Chiaki si innamora di Kuro.
Hinata Komone
È una fanciulla del santuario locale, compagna di classe di Chiaki, abile nel tiro con l'arco e nell'esorcismo. Ha una cotta enorme per Chiaki ma è troppo timida per rivelarglielo. Alla fine scopre che Chiaki ha perduto la sua anima a causa di Cerbero e giura di aiutarlo nella speranza che l'amato si innamori a sua volta di lei.
Idora Hashiba
Hashiba è un compagno di classe di Chiaki, è un ragazzo chiuso e incompreso che ha praticato arti marziali per diversi anni. Diventa amico di Chiaki proprio perché i due condividono il tormento di essere fraintesi ed ignorati dai coetanei. Quando era piccolo aveva un gatto domestico di nome Hako-Maro che pensava fosse maschio, ma dopo la morte il micio torna sotto forma di spirito per rivelare che in realtà era una femmina.
Minerva Micah Ashberry
Minerva, detta anche Minnie, appare per la prima volta nel terzo volume della serie. Quando era bambina, Chiaki le promise inconsapevolmente che da adulti si sarebbero sposati. In seguito, il ragazzo dimentica la promessa e questo fa infuriare Minnie, che comunque continua a stargli vicino animata da un profondo sentimento, tanto da considerare le tre personalità di Cerbero come sue rivali romantiche.

### Cerbero
Le eroine della serie incontrano per la prima volta Chiaki da bambino. Le tre personalità di Cerbero vivevano inizialmente in un corpo mutevole, per riflettere al meglio la persona che recita attraverso il ciclo Kuro -> Shirogane -> Roze -> Kuro, e usavano un set di cuffie per comunicare l'una con l'altao. Kuro causa però la separazione accidentale di Shirogane e Roze, permettendo alle tre di coesistere come sorelle e rivali. Dopo la trasmutazione, le ragazze assumono sembianze umane, eccezion fatta per una coda di cane.
Kuro
Kuro è la seconda testa di Cerbero, che Chiaki incontra quando apre la scatola che la conteneva. Essenzialmente, è la sorella più piccola tra le tre.
Ha dimostrato di amare la crosta di pane; il suo compito è proteggere Chiaki e renderlo felice. Inizialmente, inconsapevole della sua stessa esistenza, Kuro viene sovvertita da Shirogane e, dopo che Roza la ripristina come persona umana, finisce in uno stato di confusione. È Kuro a causare la separazione dei corpi delle tre sorelle, e considera le altre due come le maggiori. Nel capitolo finale, Kuro diventa completamente umana.
Shirogane
Shirogane è la terza testa di Cerbero, è una combattente e parla male di Chiaki, nonostante abbia un debole per lui. Quando le tre sorelle condividono lo stesso corpo, Shirogane è solita prendere il sopravvento ogni volta che Kuro è stressata e ha bisogno di qualcuno che le afferri la coda, affinché Roze si manifesti.
Roze
Roze è la testa di mezzo di Cerbero [testa di mezzo, ma Euro sopra è scritto che è la seconda (?)], quella che Chiaki ha incontrato per la prima volta da bambino. In quell'occasione, il ragazzo la morde per paura e così questa gli infligge accidentalmente una maledizione. Da allora, Roze indossa una maschera per tenere sotto controllo i suoi poteri, mentre le personalità di Shirogane e Kuro si sviluppano. In seguito Roze promette di proteggere Chiaki. Mentre lei e le altre teste condividono lo stesso corpo, Roze appare ogni volta che Shirogane convince qualcuno a prendergli la coda. Roze è in grado di restituire a Kuro il controllo del suo corpo. Dopo che lei e Shirogane si separano da Kuro, Roze si toglie la maschera, non avendo più una ragione per indossarla.

### Spiriti e mostri
Hako-Maro
Hako era il gatto domestico di Idora quando era piccolo. A Hako fu dato il nome di un maschio, poiché i genitori di Idora pensavano che fosse un gatto maschio e lui stesso lo pensava. Sei mesi dopo la sua morte, il gatto torna da Idora come Nekomata, sotto forma di spirito di bambina, e si arrabbia con lui per essersi riferita a lei come un maschio, quando era viva. Dato che Idora era figlio unico, i due erano piuttosto legati. Inizialmente, quando Idora diventa amico di Chiaki, Hako si innervosisce poiché teme che non avrà più bisogno della sua compagnia. Viene però rassicurata da Kuro che ciò non sarebbe mai successo. Hako mostra molto amore e cura per Idora, giurando di rimanere con lui per sempre. Hako odia quando la parola "Maro" viene aggiunta al suo nome, essendo un gatto, in quanto significa "cane stupido".
Tamamo-no-Mae
Tama appare per la prima volta nel quarto volume del manga dopo che Hinata la fa uscire accidentalmente dal suo santuario. Qui prende possesso del corpo di Hinata, in modo da poter esaudire il suo desiderio di avvicinarsi a Chiaki per ringraziarlo. Hinata è in seguito in grado di sopraffare il possesso di Tama, che si confonde e insiste perché rimangano insieme. Hinata le spiega che il possesso non è il modo giusto per stare veramente con qualcuno. Tama da allora diventa amico di Hinata, la segue dappertutto e la aiuta in qualsiasi modo ad avvicinarsi a Chiaki. Tama viene solitamente mostrata in forma chibi, ma può trasformarsi in un adulta prosperosa quando spiega l'aspetto del fascino femminile.
Fenrir
Rir Rir appare nel secondo volume del manga e rapisce Chiaki per trasformarlo in un pasto. La sua forza risiede nei suoi occhi, che riescono ad ipnotizzare chiunque li guardi. Usa questo potere per fare in modo che le sue vittime la difendano e combattano quando necessario. La sua vera identità è il grande lupo norvegese Fenrir. Nella serie ha due sorelle che, a differenza di lei, accettano la società giapponese. In seguito viene legata dalle sue sorelle minori e costretta a pentirsi per le sue azioni contro Chiaki e i suoi amici. Rir Rir rimane lì con addosso un'etichetta con scritto "lupo cattivo" sul suo corpo.
Miðgarðsormr e Hel
Queste due figure mitiche sono le sorelle minori di Rir Rir nella serie. Dopo aver legato la loro sorella maggiore, entrambe si scusano con Chiaki e Kuro. Miogarosormr lavora come domestica e ama la cultura giapponese, mentre Hel (che si dimostra essere una bambina) porta il suo cane da guardia Garm sulla schiena come uno zaino. Hel è la regina del loro "inferno settentrionale". Anche se Jormungand sembra essere utile, ma le sue vere motivazioni rimangono poco chiare.

## Media

### Manga
Il manga è stato serializzato sulla rivista Monthly Shōnen Gangan di Square Enix dal 22 gennaio 2014 attraverso un'edizione speciale della rivista I capitoli sono stati raccolti poi in volumi tankōbon. Nel quarto volume è stato allegato un drama CD. L'opera si è conclusa il 11 maggio 2018 ed è stata raccolta in 12 volumi.
Il manga è arrivato in Nord America grazie a Yen Press e inizialmente doveva uscire anche la versione digitale dell'opera ma alla fine è uscita solo quella fisica.

## Accoglienza
L'adattamento in lingua inglese di Kyō no Kerberos ha ricevuto recensioni da varie testate. Richard Gutierrez di The Fandom Post sostenne che la storia delle tre ragazze inizialmente fosse molto promettente, tuttavia per finire poi con i soliti temi stereotipati. Gutierrez ha detto inoltre che la serie ha somiglianze con Ranma ½ e Dragon Ball, ma prosegue dicendo anche che può essere una nuova esperienza per tutti quelli che non conoscono le due serie citate.